# Giovanni Benelli
Giovanni Benelli (Vernio, 12 de mayo de 1921-Florencia, 26 de octubre de 1982) fue un cardenal italiano de la Iglesia católica. Se desempeñó como arzobispo de Florencia desde 1977 hasta su muerte.

## Primeros años y ordenación
Giovanni Benelli nació en Vernio, Toscana, hijo de Luigi y Maria Benelli, fue el más joven de los cinco hijos de esta pareja. Fue bautizado el día después de su nacimiento, el 13 de mayo. Benelli ingresó en el Seminario de Pistoia en 1931, y luego asistió a la Pontificia Universidad Gregoriana y a la Academia Pontificia Eclesiástica, ambas en Roma. Recibió la tonsura clerical el 23 de diciembre de 1939, y fue ordenado sacerdote el 31 de octubre de 1943, de manos del obispo Giuseppe Debernardi. A sus 22 años, no había alcanzado aún la edad canónica para la ordenación sacerdotal, por lo que requirió de una dispensa especial. Benelli terminó sus estudios en la Universidad Gregoriana en 1947, y ejerció su ministerio pastoral en Roma hasta 1950.

## Curia Romana
Sus habilidades llamaron la atención de la Iglesia, y pronto se convirtió en parte de la Curia Romana. Nombrado secretario privado de Giovanni Battista Montini, el 1 de agosto de 1947, Benelli fue elevado más tarde al rango de Monseñor, el 16 de julio de 1950. Se desempeñó como secretario de las nunciaturas de Irlanda (1950–1953)  y Francia (1953–1960). Benelli fue nombrado luego en los siguientes puestos: auditor de la nunciatura de Brasil, (1960-1962), consejero de la nunciatura de España (1962-1965), y observador permanente de la Santa Sede ante la UNESCO en París (1965-1966).

## Arzobispo
El 11 de junio de 1966, fue nombrado Arzobispo Titular de Tusuro y Nuncio Apostólico en Senegal, así como delegado apostólico en África Occidental. Benelli recibió su consagración episcopal el 11 de septiembre de aquel año, de manos del Cardenal Secretario de Estado Amleto Giovanni Cicognani.
El 29 de junio de 1967, volvió a la Curia Romana como sustituto en la Secretaría de Estado. Como Cicognani era demasiado mayor para cumplir con la mayor parte de sus funciones, el trabajo recayó en Benelli. También trabajó estrechamente con su antiguo maestro, ahora el papa Pablo VI, y permaneció en este puesto durante diez años.
Algunos se refirieron a él como "el muro de Berlín" y el "Kissinger del Vaticano" por su agresiva y casi autoritaria década como Sustituto de la Secretaría de Estado.
Benelli fue promovido a la arquidiócesis de Florencia el 3 de junio de 1977 y fue creado cardenal presbítero de Santa Prisca por Pablo VI en el consistorio del 27 de junio del mismo año.

## Papable
Tras las muertes de Pablo VI y, posteriormente, de Juan Pablo I, Benelli fue considerado como el candidato progresista con más posibilidades de éxito, debido a sus estrechos vínculos con Pablo VI y su herencia italiana. Fue uno de los cardenales electores en los cónclaves de agosto y de octubre de 1978, aunque no logró obtener los votos suficientes para llegar al papado. Durante el cónclave de agosto, Benelli apoyó a Albino Luciani, que resultó finalmente elegido.

## Últimos años y muerte
Benelli continuó en su calidad de cardenal arzobispo de Florencia, hasta su fallecimiento a causa de un repentino ataque al corazón, acaecido en Florencia, a los 61 años. Su funeral fue celebrado por el sucesor de Cicognani, Agostino Casaroli, y sus restos fueron enterrados en la catedral de Santa María del Fiore.
También estuvo implicado en la causa anticomunista. En Chile por ejemplo, durante los primeros días del golpe militar de 1973, desestimó los testimonios sobre violaciones a los derechos humanos, de víctimas y desaparecidos, acusando un complot internacional de la izquierda.

## Sitios externos
- Catholic-Hierarchy
- Cardenales de la Santa Iglesia Romana
- Biografía

| Predecesor: Joseph-Léon Cardijn          | Arzobispo titular de Tusuro 11 de junio de 1966 - 3 de junio de 1977                                                  | Sucesor: Thomas Cajetan Kelly |
| Predecesor: Émile André Jean-Marie Maury | Nuncio Apostólico en Senegal 11 de junio de 1966 - 29 de junio de 1967                                                | Sucesor: Giovanni Mariani     |
| Predecesor: Angelo Dell'Acqua            | Sustituto para Asuntos Generales de la Secretaría de Estado de la Santa Sede 29 de junio de 1967 - 3 de julio de 1977 | Sucesor: Giuseppe Caprio      |
| Predecesor: Ermenegildo Florit           | Arzobispo de Florencia 3 de junio de 1977 - 26 de octubre de 1982                                                     | Sucesor: Silvano Piovanelli   |

- Datos: Q544458
- Multimedia: Giovanni Benelli / Q544458